# Żałobnica żółtosterna
Żałobnica żółtosterna (Zanda funerea) – gatunek dużego ptaka z rodziny kakaduowatych (Cacatuidae), podrodziny żałobnic (Calyptorhynchinae). Występuje we wschodniej i południowo-wschodniej Australii oraz na Tasmanii. Nie jest zagrożony wyginięciem.

## Taksonomia
Po raz pierwszy gatunek opisał George Shaw w 1794 na podstawie holotypu z Nowej Południowej Walii. Nadał nowemu gatunkowi nazwę Psittacus funereus. Obecnie (2020) Międzynarodowy Komitet Ornitologiczny (IOC) umieszcza żałobnicę żółtosterną w rodzaju Zanda; wyróżnia 3 podgatunki. Gatunek bywa również umieszczany w rodzaju Calyptorhynchus.

### Etymologia
- Zanda: etymologia nieznana, autor opisu taksonu nie wyjaśnił znaczenia nazwy, być może eponim lub wymyślona nazwa; rękopisy Mathewsa cytowane przez Richmonda w 1917 roku wskazują, że Zanda jest australijską, rdzenną nazwą[9][10].
- funerea: łac. funereus „żałobny, złej sławy”, od funus, funeris „pogrzeb” (np. czarnego lub ciemnego koloru, jak w żałobie)[11].
- whiteae: Ethel Rosina White (1876–1926), żona australijskiego kolekcjonera kpt. Samuela White’a[12].
- xanthanota: gr. ξανθος xanthos „żółty”; -νωτος -nōtos „-grzbiety, -tyły”, od νωτον nōton „grzbiet, tył”[13].

## Podgatunki i zasięg występowania
IOC wyróżnia następujące podgatunki:
- żałobnica żółtosterna[6] (Z. f. funerea) – wschodnio-centralny Queensland na południe po wschodnią Wiktorię[7]
- Z. f. whiteae – Półwysep Eyrego na wschód po południową Wiktorię; również Wyspa Kangura[7]
- żałobnica żółtoucha[6] (Z. f. xanthanota) – Tasmania, wyspy w Cieśninie Bassa[7]

## Morfologia
Długość ciała wynosi 55–68 cm; masa ciała 610–900 g. Jest to stosunkowo duża papuga z długim ogonem i szerokimi skrzydłami. Większość upierzenia czarna. Występuje dymorfizm płciowy w upierzeniu. Pokrywy uszne żółte. Na ogonie widoczne są żółte pola, czystszej barwy u samców. Samce mają różową obrączkę oczną, samice zaś ciemnoszarą. Do tego samice wyróżniają się jaśniejszym dziobem.

## Ekologia i zachowanie
Żałobnice żółtosterne występują w różnorodnych środowiskach, w tym zadrzewieniach eukaliptusów, na wrzosowiskach, wśród roślinności subalpejskiej, na plantacjach sosen kalifornijskich (Pinus radiata) i, sporadycznie, na obszarach miejskich. Ptaki podgatunku nominatywnego żywią się głównie nasionami i larwami owadów, w szczególności larwami żerującymi na martwym drewnie (np. Meyriccia latro), które wykrywają nasłuchując. Żerują głównie w koronach drzew. Prócz wspomnianego pokarmu żałobnice żółtosterne jedzą również nasiona traw, nektar, pyłek kwiatowy, owoce oraz świeże pączki liściowe. Są to głośne ptaki. Typowy głos to wysokie zawodzenie brzmiące jak kee-ow, kee-ow, kee-ow (zapis w transkrypcji anglojęzycznej). Podobnie jak inne kakadu, żałobnice żółtosterne to ptaki długowieczne, w niewoli dożywające 40 lat.

### Lęgi
W północnej Australii okres lęgowy trwa od kwietnia do czerwca, w północnej Nowej Południowej Walii – od czerwca do maja, a w południowej Nowej Południowej Walii – od kwietnia do lutego. Ptaki z Półwyspu Eyrego gniazdują od listopada do lutego. Oba ptaki z pary budują gniazdo. Znajduje się ono w pniu wysokiego, dojrzałego drzewa; wyściełane jest wiórami drzewnymi. Zniesienie liczy zwykle 2 jaja, składane zwykle w odstępie 4–7 dni. Skorupka biała, o eliptycznym kształcie. W literaturze podawane był wymiary jaj dla ptaków obydwu podgatunków: 48,6 na 40,6 mm i 46,0 na 37,8 (Z. f. funerea) oraz 47,3 na 34,2 mm i 47,0 na 34,5 mm (Z. f. xanthanota). Drugie jajo zwykle jest mniejsze od pierwszego. Zwykle przeżywa tylko jedno pisklę. Inkubacja trwa 28–31 dni; wysiaduje tylko samica. Młodymi zajmują się i samiec, i samica. Młode otrzymują pokarm wcześnie rano i późnym popołudniem. Opierzają się po blisko 3 miesiącach życia, kiedy ważą 600–700 g. Do osiągnięcia wieku 12–18 miesięcy są jeszcze karmione przez rodziców. Dojrzałe płciowo stają się po 2 lub 3 latach życia.

## Status
IUCN uznaje żałobnicę żółtosterną za gatunek najmniejszej troski (LC, Least Concern) nieprzerwanie od 1988 (stan w 2021). W 2008 liczebność populacji szacowano na co najmniej 25 tysięcy osobników. BirdLife International ocenia trend populacji jako stabilny ze względu na brak widocznych zagrożeń.
Żałobnice żółtosterne są stosunkowo rzadkie w hodowlach. W Europie pojawiły się po raz pierwszy w 1880, kiedy dwa ptaki dotarły do Ogrodu Zoologicznego w Berlinie. Pojawiały się później w innych placówkach, m.in. w Antwerpii (jeden ptak, 1973), Londynie (lata 30. i 50. XX wieku), Alphen aan den Rijn, Veldhoven (na początku XXI wieku) i Paignton. W 2018 spośród europejskich parków i ogrodów papugi te trzymano jedynie w Loro Park – zarówno żałobnice żółtosterne, jak i żółtouche (te jednak poza stałą ekspozycją). Po raz pierwszy w niewoli ptaki tego gatunku rozmnożono w Sydney w 1963.